# Faex wonnarua
Faex wonnarua es una especie de insecto coleóptero de la familia Chrysomelidae. Fue descrita en 2003 por Daccordi.